# Steve Jackson (játéktervező, 1953)
Steve Jackson (Tulsa, Oklahoma, 1953 –) amerikai játéktervező, a GURPS szerepjáték atyja, a Steve Jackson Games alapítója és tulajdonosa. Az általa tervezett Illuminati kártyajátékból 1982 és 1994 között 63 millió kártyát adtak el, ami minden idők egyik legsikeresebb játéktervezőjévé tette.
Gyakran összekeverik Steve Jackson angol játéktervezővel, a Kaland Játék Kockázat könyvek egyik kitalálójával. A kavarodást segíti, hogy az amerikai Steve Jackson is írt néhány könyvet a sorozatba.